# Klosidenmossa
Klosidenmossa (Plagiothecium curvifolium) är en bladmossart som beskrevs av Schliephacke och Limpricht 1897. Enligt Catalogue of Life ingår Klosidenmossa i släktet sidenmossor och familjen Plagiotheciaceae, men enligt Dyntaxa är tillhörigheten istället släktet sidenmossor och familjen Plagiotheciaceae. Arten är reproducerande i Sverige. Inga underarter finns listade i Catalogue of Life.

## Bildgalleri

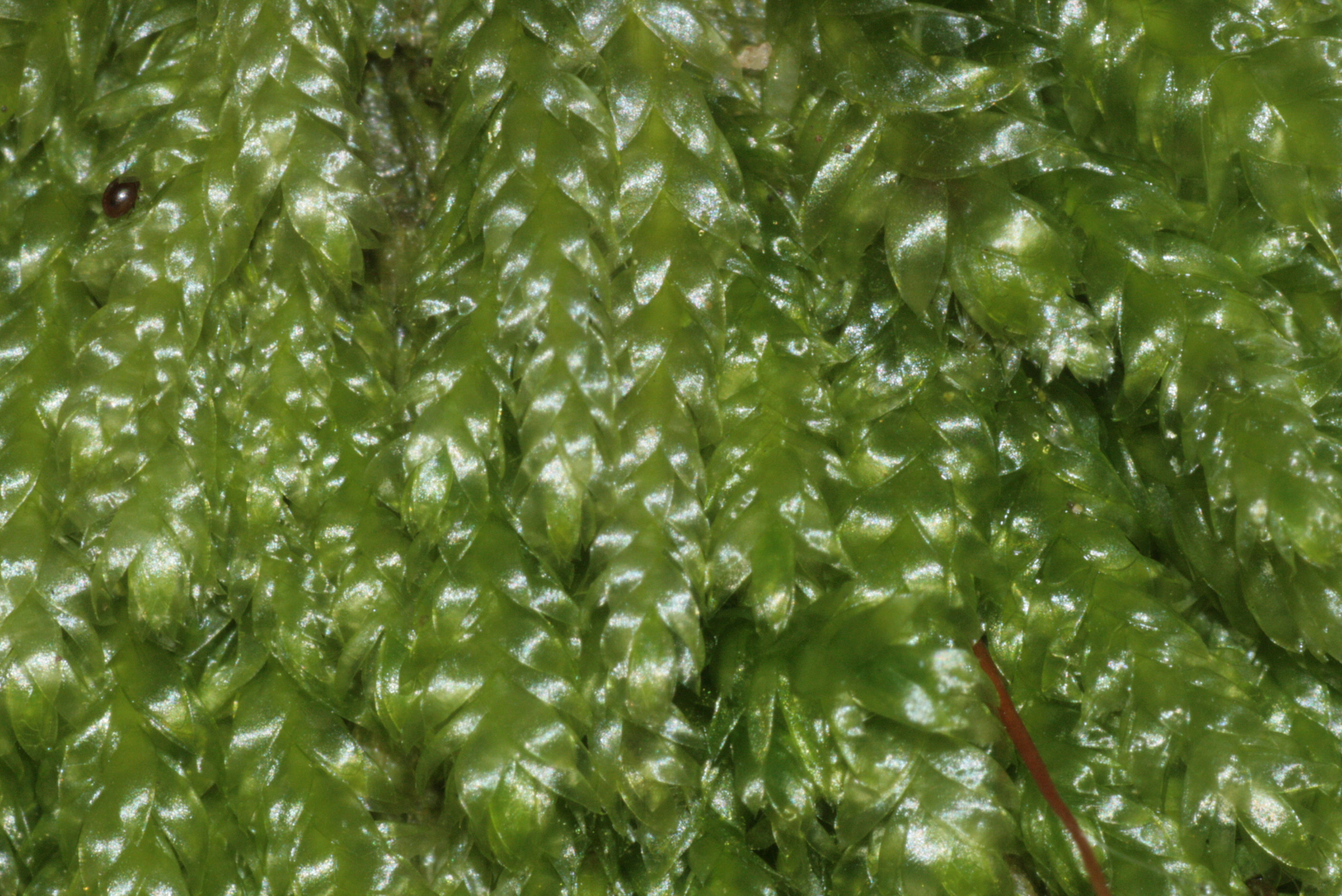
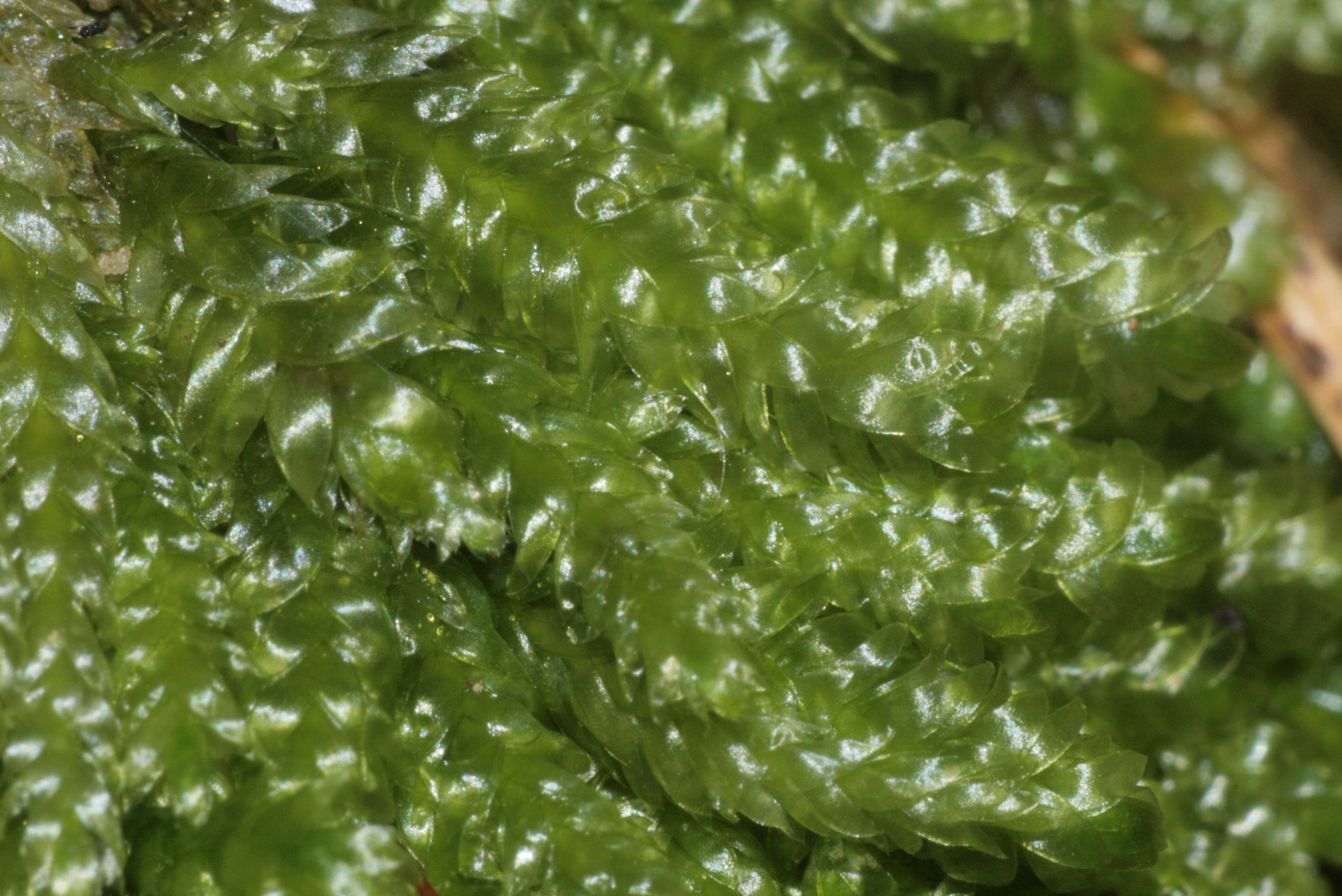
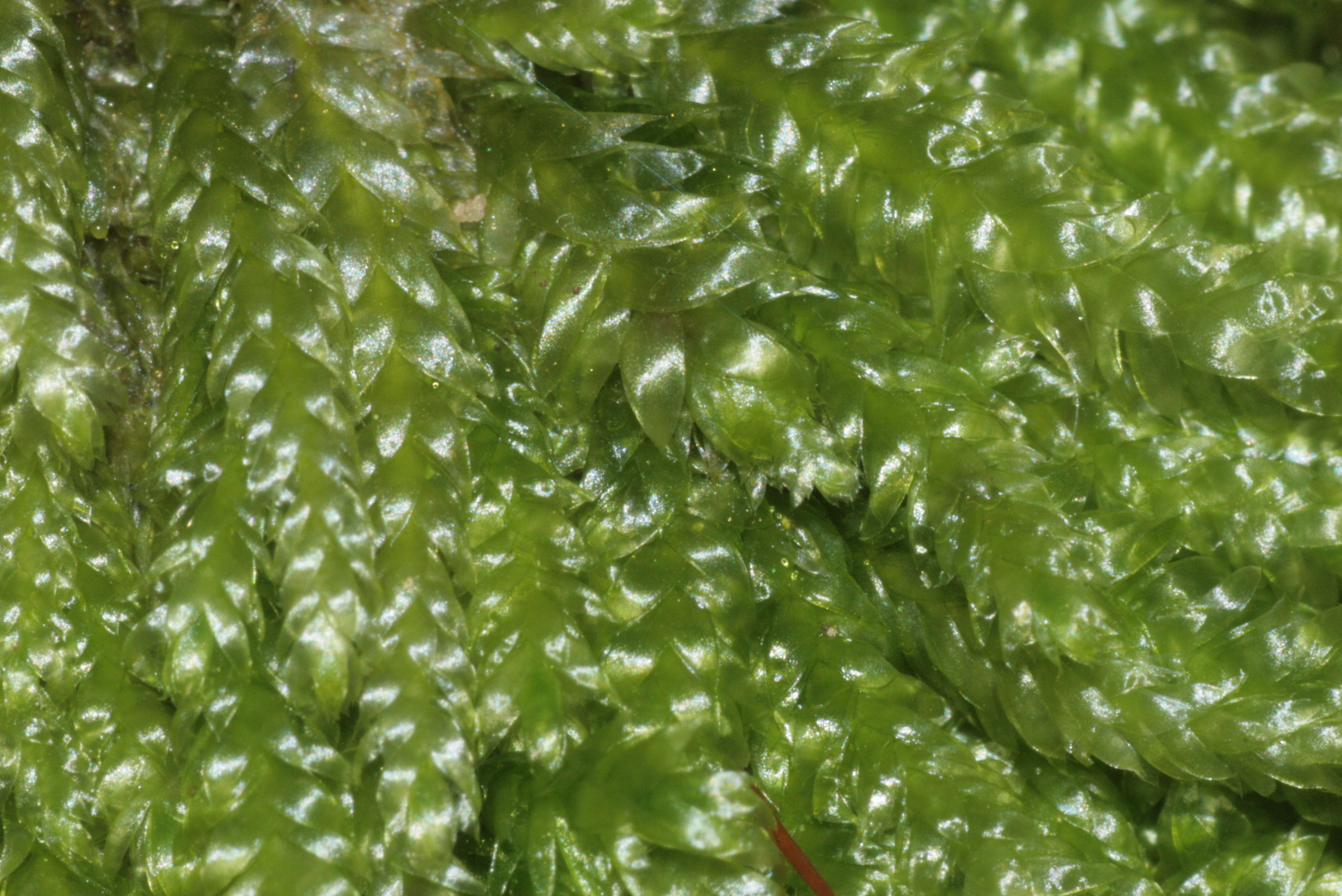
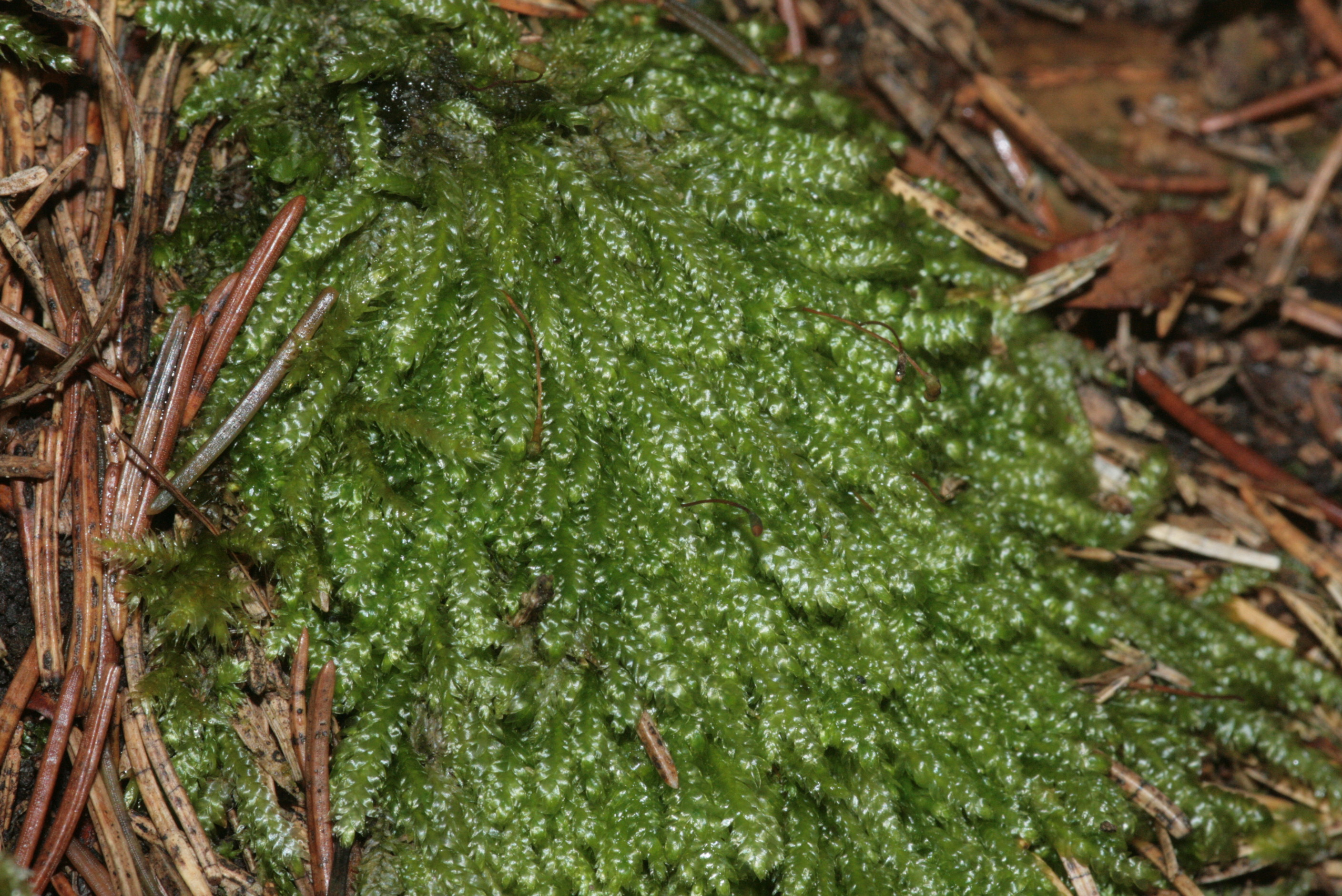
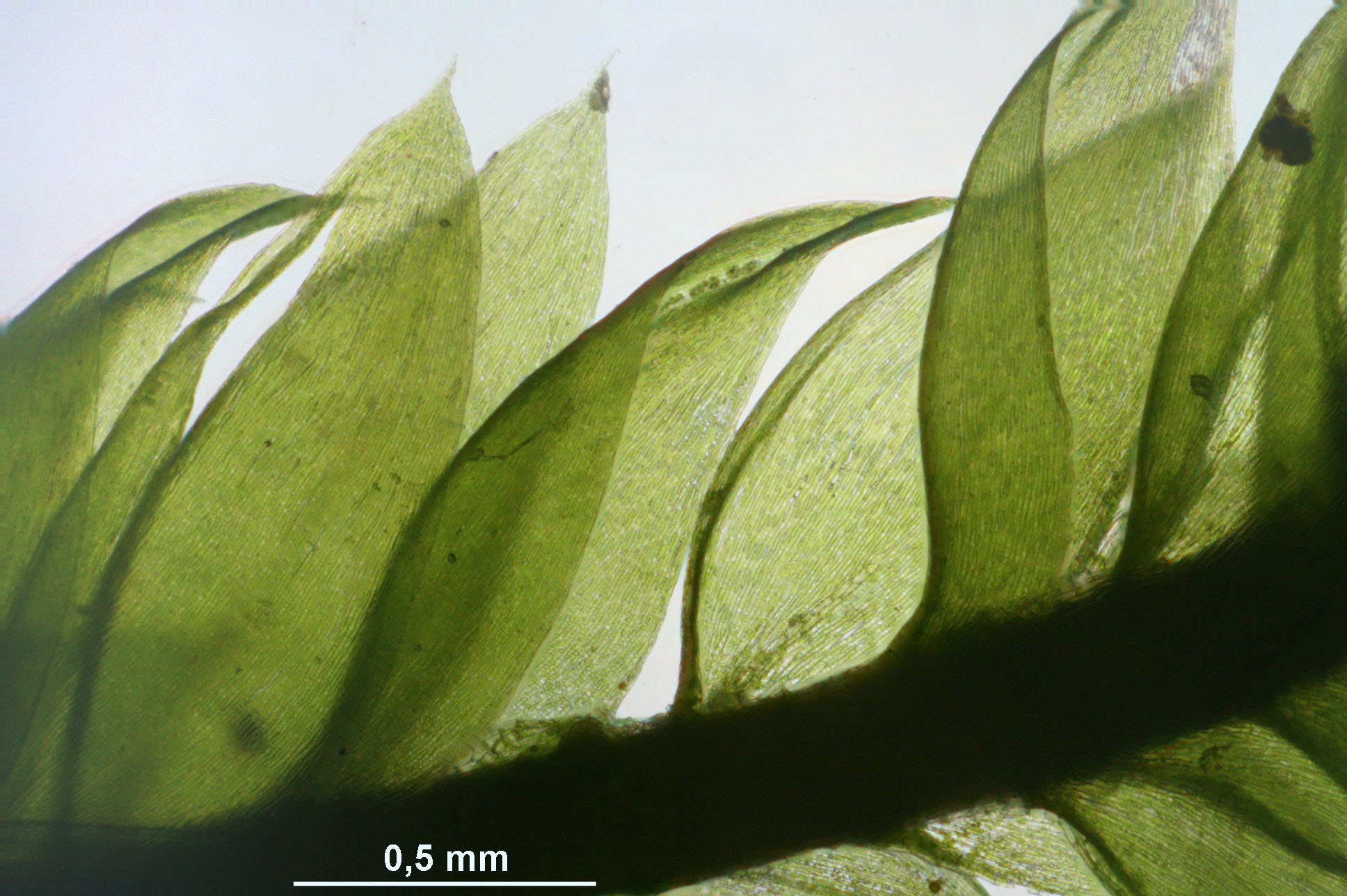
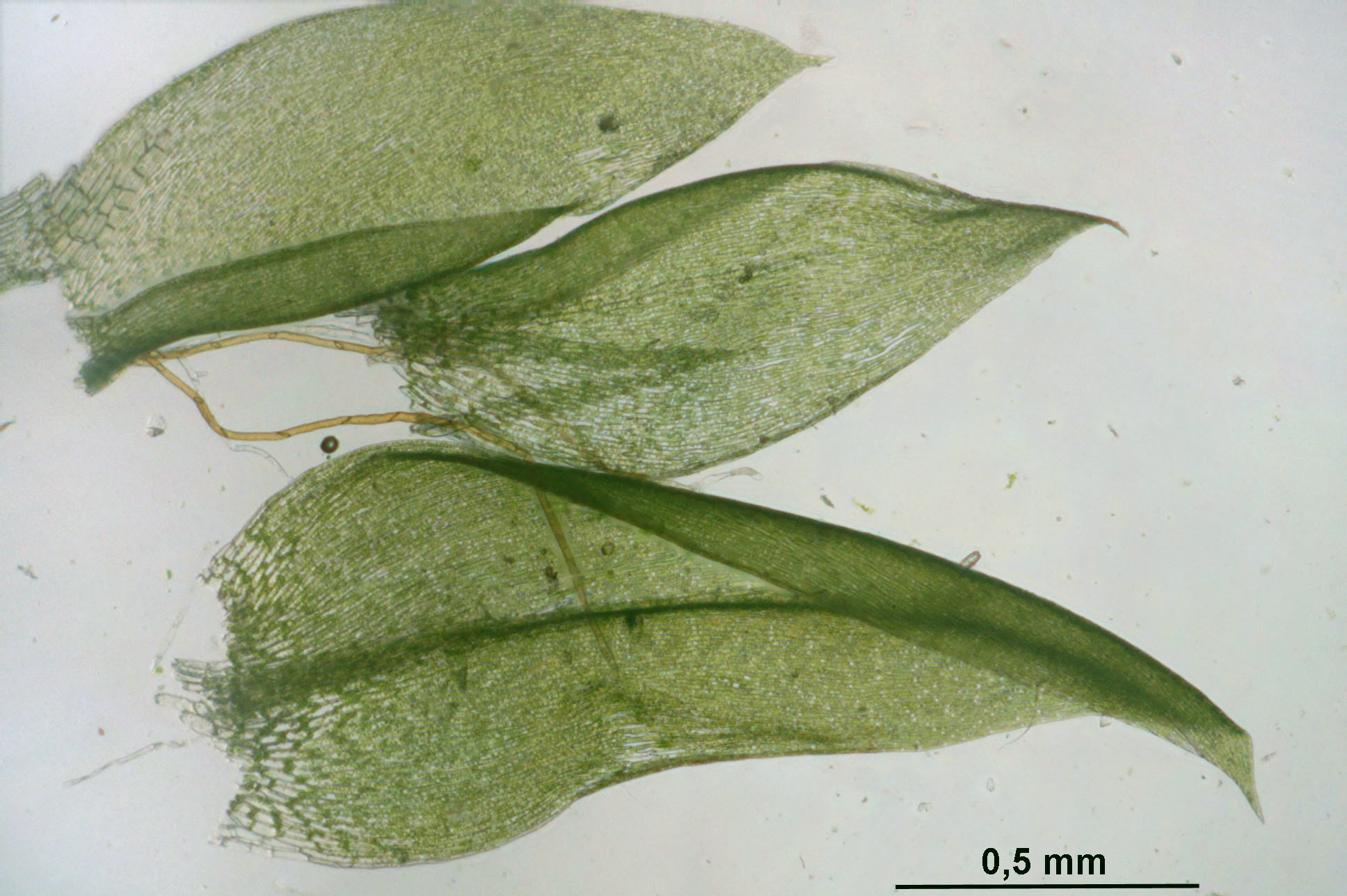